# تفجيرات دمشق 2011
وقع في العاصمة السورية دمشق تفجيران بدا أنهما منسقان في الثالث والعشرين من شهر ديسمبر من عام 2011. وانفجرت السيارة الانتحارية المزعومة خارج مبان جهاز المخابرات العسكرية السورية مما أسفر عن مقتل 44 شخص وإصابة 166. وذكرت وسائل الاعلام السورية الرسمية أن معظم القتلى كانوا من المدنيين. وقعت هذه الهجمات خلال الانتفاضة السورية. وقد اتهمت الحكومة السورية متشددين إسلاميين بينما اتهمت المعارضة السورية الحكومة بتدبير الهجمات لتبرير حملتها على الانتفاضة.

## الخلفية
وصل فريق من المراقبين من الجامعة العربية في نفس اليوم الذي وقعت فيه الهجمات لمراقبة أنشطة الحكومة ودفعها لإيجاد حل للانتفاضة التي بلغت تسعة أشهر ضد النظام. وقد قام مسؤولون من الفرق الزائره فيما بعد بزيارة موقعي التفجير. واصطحب مسؤولون حكوميون الفريق إلى مكان الانفجارات وكرروا ادعاءاتهم القديمة بان الانتفاضة ليست شعبية وإنما هي من عمل الإرهابيين.

## التفجيرات
وقع التفجيران بحي كفر سوسة الواقع جنوب غرب مركز مدينة دمشق. وذكرت القناة الإخبارية السورية المملوكة للدولة أن السيارة المفخخة الأولى قد انفجرت خارج مكاتب وكالة أمنية غير محددة. وحين ذهب حراس من مجمع مديرية الأمن العام لتفقد الانفجار الأول، صدم سائق سيارة أخرى البوابات الرئيسية وفجر القنبلة التي كان يحملها. ويقول أحد الصحفيين المقيمين بكفر سوسة أن إطلاق النار سمع مباشرة بعد الانفجارات وأن النوافذ التي كانت تبعد حوالي 200 متر (670 قدم) قد تحطمت.
أدت التفجيرات لمقتل 44 وإصابة 166، وذكرت وسائل الاعلام السورية الرسمية أن معظم القتلى كانوا من المدنيين.

## الجناة
وقد ألقت السلطات الحكومية اللوم على جماعات إسلامية مع تركيز خاص على القاعدة. وقال مسؤول وزارة الخارجية للصحفيين أن لبنان كانت قد حذرت سوريا من أن عددا من المتشددين دخلوا البلاد عن طريق بلدة عرسال قرب بعلبك، كما أنه أكد أن الانفجارات كانت من عمل مفجرين انتحاريين. ومع ذلك رفض وزير الخارجية الكندي جون بيرد الادعاءات القائلة بان القاعدة هي المسؤولة.
اتهم زعماء المعارضة السورية الحكومة بتدبير الهجمات لتبرير حملتها على الانتفاضة. وادعى رئيس الوزراء اللبناني السابق سعد الحريري أن النظام السوري هو من قام بتدبير تلك المتفجرات. نفى الجيش الحر والذي يعتبر المجموعة الرئيسية الشبه عسكرية المعادية للنظام المسؤولية واتهم الحكومة بارتكاب الهجوم لكسب تعاطف جامعة الدول العربية ومراقبيها الذين وصلوا قبل التفجيرات مباشرة. وأشار معلقون إلى أن الجيش الحر والجماعات المعارضة الأخرى في انتفاضة 2011 لم تستخدم الهجمات الانتحارية من قبل. وقال المجلس الوطني السوري "النظام السوري وحده يتحمل المسؤولية المباشرة عن التفجيرين الإرهابيين." مضيفا أن النظام كان يريد خلق انطباع أنه "يواجه خطرا قادما من الخارج وليس ثورة شعبية تطالب بالحرية والكرامة.
وفي الرابع والعشرين من شهر ديسمبر، نشر موقع على شبكة الانترنت يزعم أنه يمثل جماعة الاخوان بيانا يدعي فيه أن الجماعة مسؤولة عن الهجمات، إلا أن الجماعة أنكرت نشرها لهذا البيان. قال محمد طيفور، نائب المرشد لجماعة الاخوان لتلفزيون العربية أن المخابرات السورية أنشات موقعا وهميا على شبكة الانترنت ونشرت فيه بيانا وهميا. كما قال أنه وفقا لمصادر مقربة من جماعة الإخوان إن المخابرات السورية هي التي تقف وراء هذه التفجيرات. فمنذ عام 1976 وحتى 1982 قادت الجماعة تمردا ضد النظام السوري. وفي الثامن عشر من شهر ديسمبر عام 2011 نفت كتائب عبد الله عزام، التابعة لتنظيم القاعدة في العراق والتي تعمل في جميع أنحاء الشرق الأوسط,أي تورط لها في الهجوم الانتحاري الأخير في العاصمة السورية والذي أدى لمقتل 40 شخصا.